# Playa los Muertos
La Playa los Muertos se ubica en Puerto Vallarta, municipio y ciudad del Estado de Jalisco, México.

## Contexto geográfico
En Puerto Vallarta, cerca del Río Cuale, a unos metros del malecón, se encuentra esta playa, con una extensión de 2 kilómetros de largo. Es una de las más visitadas de este puerto. Se extiende desde la Plaza Lázaro Cárdenas hasta el inicio de la playa Pilitas.

## Etimología
Con respecto a su nombre desconcertante, que en diversas ocasiones las autoridades han intentado infructuosamente de cambiar, hay tres explicaciones diferentes:
- Una de ellas es que esta playa estaba cerca de un rancho donde el oro y la plata de las minas de Cuale se embarcaban. Un día, los indios locales emboscaron al equipo de trabajo de la nave de transporte, matando a todos y dejando la playa cubierta de muertos.
- La segunda versión culpa a piratas como perpetradores de la masacre. Se supone que los bucaneros emboscaron y mataron a todos los arrieros que traían oro desde las minas del Cuale, dejando cubierta la playa con los cuerpos inertes.
- La tercera versión, que parece ser la más correcta, es que la playa era un cementerio sagrado de los indios locales. Esto se notó por primera vez cuando los residentes comenzaron a desenterrar los huesos en recipientes de cerámica, una costumbre de las tribus indígenas cuando enterraban a sus muertos. La evidencia más reciente apoyada por el arqueólogo Dr. Joseph Mountjoy,[1] sustenta esta última teoría.[2]

## Muelle
En el muelle, entre 1960 y 1970, era muy simple y de madera. Por las necesidades del propio desarrollo de Vallarta y del lugar, y para dar cabida a embarcaciones más grandes, se construyó uno de hormigón, pasando a ser de uso internacional. Aunque la profundidad varía según la época del año, desde los 4.5 a 6 metros. En la actualidad tiene uso para embarcaciones pequeñas, además de ser utilizado por los pescadores locales, para lanzar sus cuerdas y tarrayas. 
El 4 de enero de 2013 fue inaugurado el nuevo muelle.

## Protección de playas
La Secretaría de Seguridad Pública Municipal, Protección Civil y Bomberos, la Asociación de Colonos, Salvavidas públicos y privados y Grupos de Voluntarios se encargan de la vigilancia, limpieza y conservación.

## Clima
El clima es muy variado. En las épocas de diciembre a finales de enero, el clima de la playa es muestra muy frío, tanto la arena como el mar. Dentro de las épocas de febrero a noviembre es cálido, y en ocasiones calor intenso.

## Gentrificación y el fenómeno gay
El área de la Playa de los Muertos está dominada por la colonia Emiliano Zapata, que a mediados del siglo XX estaba ubicada el la periferia del puerto. Era conocida como una zona solitaria, con tan solo unos hoteles de paso y prostíbulos. Sin embargo, en la década de los ochenta, muchas propiedades fueron adquiridas por integrantes de la comunidad LGTB, principalmente jubilados canadienses y estadounidenses, quienes aprovecharon los bajos precios de las propiedades y gentrificaron la zona, convirtiéndola en uno de los barrios gay más importantes y visitados en el mundo. Actualmente es conocida como la Zona Romántica, siendo la playa de los Muertos su principal atractivo, con hoteles, restaurantes, boutiques y bares dedicados a este sector de la población, representando una gran derrama económica para la ciudad